# Georgia en el Festival de la Canción de Eurovisión 2021
Georgia participó en el LXV Festival de la Canción de Eurovisión, celebrado en Róterdam, Países Bajos del 18 al 22 de mayo del 2021, tras la victoria de Duncan Laurence con la canción «Arcade». La compañía de Radiodifusión Pública de Georgia (GPB) decidió mantener al representante de Georgia de la cancelada edición de 2020, el cantante Tornike Kipiani para participar en la edición de 2021, siendo presentada en el mes de marzo la canción «You» con la cual competiría.
Tornike Kipiani finalizó en 16° y penúltimo lugar de la semifinal 2 con 16 puntos, 1 punto del jurado profesional y 15 del televoto, con lo cual Georgia mantuvo una racha negativa de 4 eliminaciones en semifinales.

## Historia de Georgia en el Festival
Georgia es uno de los últimos países de Europa del Este que recientemente se han unido al festival, debutando en 2007. El debut georgiano fue con la cantante Sopho Khalvashi y la canción «Visionary Dream» finalizando en la 12.ª posición. Desde entonces el país ha concursado en 12 ocasiones siendo sus mejores participaciones las de 2010 y 2011, cuando obtuvieron el 9.º lugar, siendo además las únicas veces en que se clasificaron dentro del Top 10. Si bien al inicio de su participación en el festival era un habitual finalista, ha sido eliminado en 5 ocasiones en las semifinales, incluyendo una racha negativa desde el 2017. Por lo tanto, es considerado actualmente como uno de los países menos exitosos del festival.
El representante para la edición cancelada de 2020 fue el ganador de la final nacional de ese año, Tornike Kipiani con la canción «Take Me As I Am». En 2019, el cantante Oto Nemsadze no clasificó a la gran final, terminando en 14° lugar de la semifinal 1 con 62 puntos con el tema en georgiano «Keep On Going».

## Representante para Eurovisión

### Elección Interna
El 19 de marzo de 2020, La GPB confirmó que Tornike Kipiani representaría a Georgia en el concurso de 2021. El título de la canción «You», se reveló el 1 de marzo de 2021, publicándose la canción el 15 de marzo de ese año.

## En Eurovisión
De acuerdo a las reglas del festival, todos los concursantes inician desde las semifinales, a excepción del anfitrión (en este caso, Países Bajos) y el Big Five compuesto por Alemania, España, Francia, Italia y Reino Unido. La producción del festival decidió respetar el sorteo ya realizado para la edición cancelada de 2020 por lo que se determinó que el país, tendría que participar en la segunda semifinal. En este mismo sorteo, se determinó que participaría en la segunda mitad de la semifinal (posiciones 10-17). Semanas después, ya conocidos los artistas y sus respectivas canciones participantes, la producción del programa dio a conocer el orden de actuación, determinando que Georgia participara en la décima posición, precedida por Serbia y seguido de Albania.
Los comentarios para Letonia corrieron por parte de Nika Lobiladze mientras que el portavoz del jurado profesional georgiano fue el representante de la anterior edición, Oto Nemsadze.

### Semifinal 2
Tornike Kipiani tomó parte de los primeros ensayos los días 11 y 14 de mayo, así como de los ensayos generales con vestuario de la segunda semifinal los días 19 y 20 de mayo. El ensayo general de la tarde del 19 fue tomado en cuenta por los jurados profesionales para emitir sus votos, que representan el 50% de los puntos. Letonia se presentó en la posición 10, detrás de Albania y por delante de Serbia. La actuación georgiana fue bastante sobria, con Tornike Kipiani solo en el escenario con un juego de luces en color azul que acompañaban la interpretación de Tornike. En el escenario apareció un pequeño cubo LED que también proyectó una serie de imágenes en tonos blancos y azules en donde en el cantante se sentaba después del primer estribillo, siendo proyectado sobre el fragmentos de la canción.
Al final del show, Georgia no fue anunciada como uno de los países clasificados para la gran final. Los resultados revelados una vez terminado el festival, posicionaron a Georgia en el 16° y penúltimo lugar con 16 puntos, habiéndose colocado en el último lugar en la votación del jurado profesional con 1 solo punto del jurado búlgaro y en la posición 14 del televoto con 15 puntos.

### Votación

#### Puntuación otorgada a Georgia

##### Semifinal 2
| Jurado    | Jurado    | Jurado                                   | Jurado     | Jurado      |
| 12 puntos | 10 puntos | 8 puntos                                 | 7 puntos   | 6 puntos    |
| --------- | --------- | ---------------------------------------- | ---------- | ----------- |
|           |           |                                          |            |             |
| 5 puntos  | 4 puntos  | 3 puntos                                 | 2 puntos   | 1 punto     |
|           |           |                                          |            | - Bulgaria  |
| Televoto  |           |                                          |            |             |
| 12 puntos | 10 puntos | 8 puntos                                 | 7 puntos   | 6 puntos    |
|           |           |                                          |            |             |
| 5 puntos  | 4 puntos  | 3 puntos                                 | 2 puntos   | 1 punto     |
|           |           | - Estonia - Letonia - Polonia - Portugal | - Bulgaria | - Dinamarca |

#### Puntuación otorgada por Georgia
| Puntos    | Jurado          | Televoto   |
| --------- | --------------- | ---------- |
| 12 puntos | Suiza           | San Marino |
| 10 puntos | Portugal        | Grecia     |
| 8 puntos  | Bulgaria        | Bulgaria   |
| 7 puntos  | Islandia        | Islandia   |
| 6 puntos  | República Checa | Finlandia  |
| 5 puntos  | Austria         | Letonia    |
| 4 puntos  | Finlandia       | Dinamarca  |
| 3 puntos  | Estonia         | Suiza      |
| 2 puntos  | Serbia          | Albania    |
| 1 punto   | San Marino      | Serbia     |

| Puntos    | Jurado       | Televoto   |
| --------- | ------------ | ---------- |
| 12 puntos | Italia       | Grecia     |
| 10 puntos | Suiza        | Lituania   |
| 8 puntos  | Portugal     | Italia     |
| 7 puntos  | Ucrania      | San Marino |
| 6 puntos  | Islandia     | Ucrania    |
| 5 puntos  | Azerbaiyán   | Francia    |
| 4 puntos  | Bulgaria     | Rusia      |
| 3 puntos  | Lituania     | Azerbaiyán |
| 2 puntos  | Países Bajos | Moldavia   |
| 1 punto   | Malta        | Islandia   |

##### Desglose
El jurado georgiano estuvo compuesto por:
- David Evgenidze
- Helen Kalandadze
- Zaza Orashvili
- Nodiko Tatishvili
- Sopho Toroshelidze

| Semifinal 2 | Semifinal 2     | Semifinal 2                | Semifinal 2                | Semifinal 2                | Semifinal 2                | Semifinal 2                | Semifinal 2                | Semifinal 2                | Semifinal 2                | Semifinal 2                |
| N.º         | País            | Jurado                     | Jurado                     | Jurado                     | Jurado                     | Jurado                     | Jurado                     | Jurado                     | Televoto                   | Televoto                   |
| N.º         | País            | Jurado A                   | Jurado B                   | Jurado C                   | Jurado D                   | Jurado E                   | Ranking                    | Puntos                     | Ranking                    | Puntos                     |
| ----------- | --------------- | -------------------------- | -------------------------- | -------------------------- | -------------------------- | -------------------------- | -------------------------- | -------------------------- | -------------------------- | -------------------------- |
| 01          | San Marino      | 9                          | 8                          | 15                         | 12                         | 11                         | 10                         | 1                          | 1                          | 12                         |
| 02          | Estonia         | 10                         | 9                          | 6                          | 8                          | 8                          | 8                          | 3                          | 12                         |                            |
| 03          | República Checa | 5                          | 4                          | 7                          | 7                          | 5                          | 5                          | 6                          | 14                         |                            |
| 04          | Grecia          | 15                         | 16                         | 12                         | 14                         | 9                          | 15                         |                            | 2                          | 10                         |
| 05          | Austria         | 7                          | 6                          | 5                          | 6                          | 10                         | 6                          | 5                          | 13                         |                            |
| 06          | Polonia         | 14                         | 13                         | 9                          | 15                         | 12                         | 14                         |                            | 15                         |                            |
| 07          | Moldavia        | 13                         | 12                         | 16                         | 9                          | 13                         | 13                         |                            | 16                         |                            |
| 08          | Islandia        | 4                          | 3                          | 4                          | 3                          | 4                          | 4                          | 7                          | 4                          | 7                          |
| 09          | Serbia          | 11                         | 10                         | 14                         | 10                         | 7                          | 9                          | 2                          | 10                         | 1                          |
| 10          | Georgia         | -------------------------- | -------------------------- | -------------------------- | -------------------------- | -------------------------- | -------------------------- | -------------------------- | -------------------------- | -------------------------- |
| 11          | Albania         | 8                          | 11                         | 10                         | 11                         | 16                         | 11                         |                            | 9                          | 2                          |
| 12          | Portugal        | 2                          | 2                          | 1                          | 1                          | 2                          | 2                          | 10                         | 11                         |                            |
| 13          | Bulgaria        | 3                          | 5                          | 2                          | 4                          | 3                          | 3                          | 8                          | 3                          | 8                          |
| 14          | Finlandia       | 6                          | 7                          | 11                         | 5                          | 6                          | 7                          | 4                          | 5                          | 6                          |
| 15          | Letonia         | 16                         | 15                         | 13                         | 16                         | 15                         | 16                         |                            | 6                          | 5                          |
| 16          | Suiza           | 1                          | 1                          | 3                          | 2                          | 1                          | 1                          | 12                         | 8                          | 3                          |
| 17          | Dinamarca       | 12                         | 14                         | 8                          | 13                         | 14                         | 12                         |                            | 7                          | 4                          |

| Final | Final        | Final    | Final    | Final    | Final    | Final    | Final   | Final  | Final    | Final    |
| N.º   | País         | Jurado   | Jurado   | Jurado   | Jurado   | Jurado   | Jurado  | Jurado | Televoto | Televoto |
| N.º   | País         | Jurado A | Jurado B | Jurado C | Jurado D | Jurado E | Ranking | Puntos | Ranking  | Puntos   |
| ----- | ------------ | -------- | -------- | -------- | -------- | -------- | ------- | ------ | -------- | -------- |
| 01    | Chipre       | 15       | 20       | 14       | 18       | 26       | 18      |        | 16       |          |
| 02    | Albania      | 19       | 23       | 19       | 22       | 23       | 23      |        | 22       |          |
| 03    | Israel       | 13       | 16       | 15       | 11       | 15       | 16      |        | 14       |          |
| 04    | Bélgica      | 14       | 13       | 20       | 20       | 18       | 17      |        | 18       |          |
| 05    | Rusia        | 25       | 26       | 16       | 26       | 17       | 21      |        | 7        | 4        |
| 06    | Malta        | 12       | 10       | 9        | 7        | 16       | 10      | 1      | 12       |          |
| 07    | Portugal     | 5        | 4        | 1        | 6        | 3        | 3       | 8      | 21       |          |
| 08    | Serbia       | 20       | 22       | 21       | 23       | 20       | 24      |        | 25       |          |
| 09    | Reino Unido  | 22       | 17       | 26       | 25       | 19       | 22      |        | 26       |          |
| 10    | Grecia       | 21       | 25       | 22       | 15       | 21       | 20      |        | 1        | 12       |
| 11    | Suiza        | 2        | 2        | 2        | 1        | 2        | 2       | 10     | 11       |          |
| 12    | Islandia     | 3        | 3        | 7        | 10       | 8        | 5       | 6      | 10       | 1        |
| 13    | España       | 17       | 18       | 17       | 21       | 22       | 19      |        | 23       |          |
| 14    | Moldavia     | 24       | 24       | 23       | 17       | 25       | 26      |        | 9        | 2        |
| 15    | Alemania     | 23       | 15       | 11       | 13       | 12       | 15      |        | 17       |          |
| 16    | Finlandia    | 11       | 9        | 25       | 9        | 13       | 12      |        | 15       |          |
| 17    | Bulgaria     | 7        | 7        | 4        | 12       | 4        | 7       | 4      | 13       |          |
| 18    | Lituania     | 4        | 6        | 8        | 5        | 10       | 8       | 3      | 2        | 10       |
| 19    | Ucrania      | 6        | 5        | 5        | 4        | 5        | 4       | 7      | 5        | 6        |
| 20    | Francia      | 26       | 12       | 10       | 16       | 11       | 13      |        | 6        | 5        |
| 21    | Azerbaiyán   | 8        | 14       | 6        | 2        | 6        | 6       | 5      | 8        | 3        |
| 22    | Noruega      | 16       | 19       | 12       | 19       | 9        | 14      |        | 19       |          |
| 23    | Países Bajos | 9        | 8        | 18       | 14       | 7        | 9       | 2      | 24       |          |
| 24    | Italia       | 1        | 1        | 3        | 3        | 1        | 1       | 12     | 3        | 8        |
| 25    | Suecia       | 10       | 11       | 13       | 8        | 14       | 11      |        | 20       |          |
| 26    | San Marino   | 18       | 21       | 24       | 24       | 24       | 25      |        | 4        | 7        |